# Nilmar
Nilmar Honorato da Silva, mais conhecido como Nilmar (Bandeirantes, 14 de julho de 1984), é um ex-futebolista brasileiro que atuava como atacante. 
Atualmente é comentarista da TNT Sports.

## Carreira

### Início
Nilmar começou sua carreira de jogador de futebol nas categorias de base da Sociedade Esportiva Matsubara, na cidade de Cambará-PR. De lá, foi negociado com o Internacional, de Porto Alegre, onde teve sua primeira chance como profissional em 15 de março de 2003. Na oportunidade, tinha apenas 18 anos de idade. Desde então, começou a ter destaque e obter seu espaço no ataque da equipe.
Em 2004, foi campeão Gaúcho com o Inter, sendo o artilheiro da equipe.

### Lyon
Em 30 de agosto de 2004, Nilmar foi negociado com o Lyon, da França. O atacante foi contratado para ocupar a vaga deixada pelo também brasileiro Giovane Élber, que havia deixado o clube.
Apesar de Nilmar não ter conseguido se adaptar ao futebol europeu e ter tido poucas chances no time, seu início no Lyon foi muito bom.
Marcou dois gols em sua estreia, entrando no segundo tempo do jogo contra o Rennes. No entanto, não marcou mais nenhum gol na Ligue 1. Na temporada, foi titular em apenas sete partidas, e marcou duas vezes. Na UEFA Champions League 2004–05, ajudou sua equipe a chegar às quartas de final, marcando quatro gols em nove jogos.

### Retorno ao Brasil

#### Corinthians
Sem sucesso em sua passagem pelo Lyon, Nilmar voltou ao Brasil para tornar possível uma nova convocação à Seleção Brasileira. Em 23 de agosto de 2005, transfere-se por empréstimo de um ano para o Corinthians.
Após o período de empréstimo, a parceria entre Corinthians e MSI teria a prioridade de compra do atacante.
Nilmar foi um dos destaques da campanha corintiana que conquistou o título do Campeonato Brasileiro de 2005. Ao lado de Carlitos Tévez, formou uma dupla de ataque que mais marcou gols ao fim do campeonato.
No Campeonato Brasileiro de 2006 após a Copa do Mundo, sofreu uma ruptura no ligamento cruzado anterior do joelho direito no jogo contra o Palmeiras, se afastando dos gramados durante seis meses.
No seu retorno aos gramados, em meio a uma batalha jurídica com o Corinthians, o jogador voltou a sofrer a mesma lesão, desta vez no joelho esquerdo, novamente em partida contra o Palmeiras, que seria sua última partida pelo clube do Parque São Jorge.
Em 17 de agosto de 2007, a Justiça do Trabalho declarou a rescisão indireta do contrato de Nilmar com o Corinthians, em razão do não pagamento de "luvas" que haviam sido prometidas pela MSI, parceira do clube brasileiro na contratação do atleta. Antes disso, a FIFA já havia obrigado o Corinthians ao pagamento de 8 milhões de euros ao Lyon da França, antigo clube do atleta, mas todas essas dívidas já foram sanadas com atleta e clube.

#### Retorno ao Internacional
Em 13 de setembro de 2007, o atacante retornou ao Sport Club Internacional, com contrato de cinco anos.
Reestreou pelo time colorado quase dois meses depois, em partida contra o Vasco da Gama, no Rio de Janeiro. Na final da Dubai Cup, contra a Internazionale, o atacante acertou uma bicicleta que garantiu a vitória por 2 a 1 e o título do torneio para o Internacional.
No dia 3 de dezembro de 2008, Nilmar ajuda o Internacional marcando, na prorrogação, o gol que deu ao clube o inédito título da Copa Sul-Americana, se tornando o primeiro clube brasileiro a conquistar a competição. Ao lado do também colorado Alex, foi o artilheiro da competição, com cinco gols.
Pela primeira rodada do Campeonato Brasileiro de 2009, na partida entre Corinthians e Internacional, jogando pela equipe de Porto Alegre, o atacante marcou um gol antológico, driblando vários zagueiros adversários. As boas atuações pelo Inter lhe renderam o retorno à seleção brasileira, após seis anos.

### Retorno à Europa

#### Villarreal

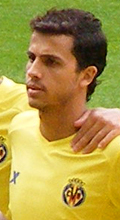
Nilmar pelo Villareal em 2011

Em 24 de julho de 2009, o Villarreal, da Espanha, anunciou a contratação do atacante brasileiro, e desembolsou € 16,5 milhões na contratação, com contrato de cinco anos. Nilmar foi o maior investimento realizado pelo clube, em toda a história. O atacante também agradeceu ao torcedor do Internacional e disse que deu um "passo importante na carreira".
O jogador foi apresentado como novo reforço do submarino amarelo, em 31 de julho de 2009. Nilmar admitiu que "sabe que a responsabilidade é maior, mas que confia em que jogará bem como no Brasil". "O futebol espanhol sempre me atraiu, é muito parecido com o brasileiro, se toca muito a bola, é muito técnico e se joga com velocidade. Agora vou realizar o sonho de jogar na Espanha". - concluiu Nilmar.
Fez sua estreia pelo Villarreal em 7 de agosto de 2009, em amistoso contra a Juventus, marcando um dos gols da vitória de 4-1 do Submarino Amarelo sobre a Vecchia Signora.
Desde que chegou ao clube espanhol, Nilmar jogou regularmente e muito bem, com belos dribles, arrancadas, passes para gols e vários gols. Em 2010, ajudou a equipe a chegar nas semifinais da UEFA Europa League, marcando sete gols, e foi um dos destaques da competição, mas o Villarreal acabou perdendo para o Porto, que levantou o caneco ao final da competição.
Nilmar ainda marcou gols no Santiago Bernabéu, contra o Real Madrid, na derrota de 6-2 da equipe amarela e no Camp Nou, contra o Barcelona, na derrota de 3-1. Hoje, no mundo todo, são poucos os jogadores que conseguiram marcar gols nestes dois estádios, Pato, é um deles.
No início de agosto de 2011, o Villarreal recusou uma proposta de 20 milhões de euros da Roma pelo atacante brasileiro, e avisou que ele só sairia do clube por, no mínimo, 25 milhões de euros.
Na terceira temporada, marcou dois gols nos primeiros quatro jogos do Campeonato Espanhol, contra o Mallorca, no estádio El Madrigal, e contra o Athletic Bilbao, em San Mamés.
Com o técnico José Francisco Molina, o jogador era reserva em quase todos os jogos, e chegou a ser afastado enquanto o clube o negociava com o São Paulo. Nilmar só brilhou em 12 de março, na derrota do Villarreal para o Getafe, onde sofreu um pênalti e ele mesmo bateu, no ângulo. Nas últimas rodadas do Campeonato Espanhol, Nilmar esquentou o banco de reservas, e muitas vezes nem participou das partidas. Na última rodada, jogou 3 minutos, e o Villarreal foi rebaixado à segunda divisão.

### Qatar
O jogador acertou com o Al-Rayyan do Qatar. No dia 18 de julho de 2012, Nilmar desembarcou em Doha, capital do país, e foi tido no site do clube como "estrela brasileira".
No dia 2 de janeiro de 2013 o atacante foi emprestado pelo Al-Rayyan, ao seu rival local, o Lekhwiya, para jogar uma única partida amistosa contra o Paris Saint-Germain.
Em 2014, acertou com o Al-Jaish, do Qatar.. Rescindiu seu contrato em 31 de julho de 2014.

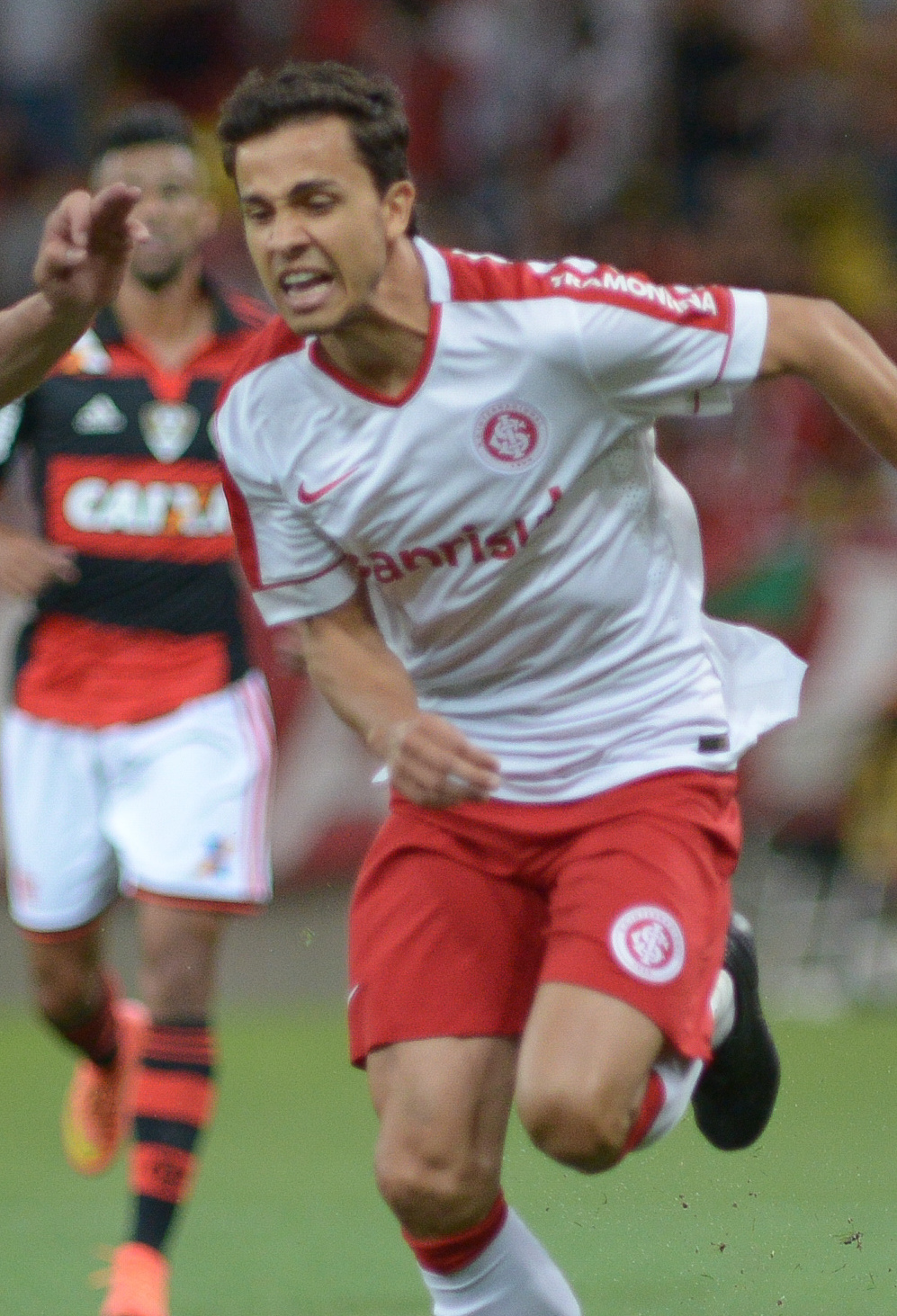
Nilmar pelo Internacional em 2014

### Retorno ao Internacional
Em 16 de setembro de 2014 foi contratado até dezembro de 2017 pelo Internacional, marcando sua terceira passagem pelo clube.

### Al Nasr
Em 30 de julho de 2015, Nilmar assinou contrato por duas temporadas com o Al Nasr dos Emirados Árabes Unidos. Antes de acertar, o jogador também recebeu proposta do Cruz Azul do México.

### Santos
Em 6 de julho de 2017, Nilmar assinou contrato até o fim de 2018 com o Santos.

## Depressão
Em 16 de setembro, teve seu contrato com o Santos suspenso para tratamento de depressão. Os médicos acreditavam que o período de mais de 1 ano de inatividade no futebol do Oriente Médio poderia ter contribuído para os sintomas, já que uma das causas da depressão é a falta da produção de serotonina, noradrenalina e dopamina, substâncias produzidas pelo corpo durante a prática do futebol. O Santos confirmou seu afastamento até que estivesse recuperado. Pelo clube, o jogador disputou 39 minutos em 2 jogos.

## Seleção Brasileira

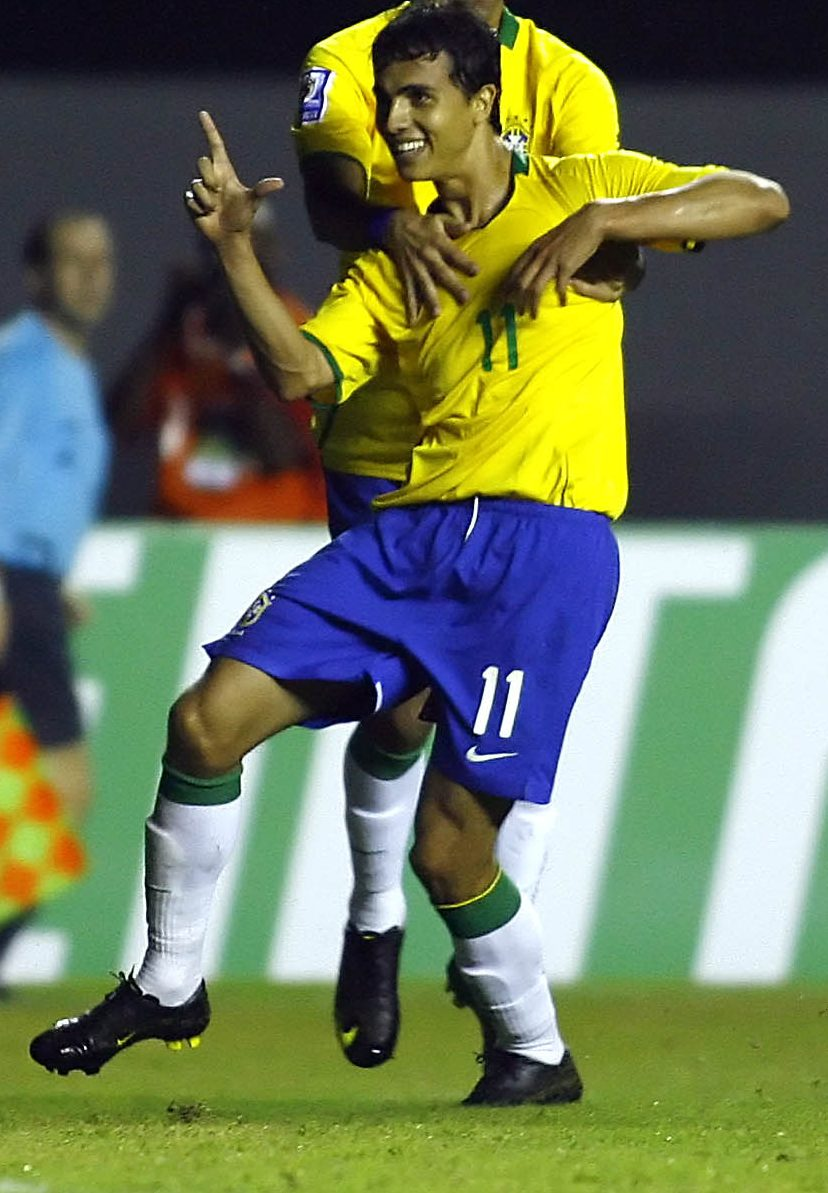
Nilmar pela Seleção Brasileira em 2009

Em 1 de julho de 2003, o jogador foi convocado pelo técnico Ricardo Gomes para a Seleção Brasileira que iria à Copa Ouro que por opção do treinador, foi composta apenas por jogadores com menos de 23 anos de idade. A convocação foi resultado de suas boas atuações ao lado do companheiro de ataque Daniel Carvalho.
No ano seguinte, Nilmar voltou a ser convocado, onde marcou pela primeira vez no amistoso contra o Haiti no dia 16 de agosto de 2004.
As boas atuações pelo Inter lhe renderam o retorno à seleção brasileira em 2009, após cinco anos desde a sua última convocação. No dia 21 de maio de 2009, o técnico da Seleção Brasileira, Dunga, convocou Nilmar para os jogos pelas Eliminatórias Sul-americanas para a Copa do Mundo de 2010 e para a Copa das Confederações de 2009.
No dia 10 de junho de 2009, jogando no Recife contra o Paraguai, pelas eliminatórias para a Copa do Mundo de 2010, Nilmar marca o segundo gol da seleção brasileira, garantindo a vitória sobre o rival sul-americano por 2-1.
Com a seleção brasileira já classificada para a Copa e com Robinho e Luis Fabiano ausentes, Nilmar ganhou uma chance como titular e não decepcionou, tornando-se o primeiro jogador brasileiro a marcar três gols num mesmo jogo de eliminatórias, na vitória brasileira por 4-2 sobre o Chile, no dia 9 de setembro de 2009, no estádio de Pituaçu, em Salvador.
Nos últimos meses de 2009, Nilmar conseguiu a façanha de marcar seis gols em quatro partidas seguidas pela seleção brasileira, sendo a última delas contra Omã, sendo assim, este número ainda pode ser aumentado.
Foi escalado para uma vaga de atacante da seleção canarinho na Copa do Mundo 2010. Sua convocação por parte do técnico Dunga para a Copa realizada na África do Sul, já era considerada como certa.
Voltou a ser convocado em 2010 após a Copa do Mundo, sob o comando do técnico Mano Menezes nos últimos dois amistosos contra o Irã e a Ucrânia. Entrou no segundo tempo em ambos, porém, no primeiro amistoso fez uma ótima partida, chegando a fazer um gol na vitória por 3-0.

## Comentarista
No dia 15 de setembro de 2021, Nilmar foi anunciado como novo Comentarista da TNT Sports (Brasil).

## Estatísticas
Gols marcados pela Seleção Brasileira
|    | Data                   | Local                     | Adversário | Placar | Resultado | Competição      |
| -- | ---------------------- | ------------------------- | ---------- | ------ | --------- | --------------- |
| 1. | 16 de agosto de 2004   | Porto Príncipe, Haiti     | Haiti      | 0–6    | Vitória   | Amistoso        |
| 2. | 10 de junho de 2009    | Recife, Brasil            | Paraguai   | 2–1    | Vitória   | Elim. Copa 2010 |
| 3. | 9 de setembro de 2009  | Salvador, Brasil          | Chile      | 1–0    | Vitória   | Elim. Copa 2010 |
| 4. | 9 de setembro de 2009  | Salvador, Brasil          | Chile      | 3–2    | Vitória   | Elim. Copa 2010 |
| 5. | 9 de setembro de 2009  | Salvador, Brasil          | Chile      | 4–2    | Vitória   | Elim. Copa 2010 |
| 6. | 11 de outubro de 2009  | La Paz, Bolívia           | Bolívia    | 2–1    | Derrota   | Elim. Copa 2010 |
| 7. | 14 de novembro de 2009 | Doha, Qatar               | Inglaterra | 1–0    | Vitória   | Amistoso        |
| 8. | 17 de novembro de 2009 | Mascate, Omã              | Omã        | 0–2    | Vitória   | Amistoso        |
| 9. | 7 de outubro de 2010   | Abu Dabi, Emirados Árabes | Irã        | 3–0    | Vitória   | Amistoso        |

### Estatísticas
Até 28 de agosto de 2017

#### Clubes na carreira
| Clube             | Temporada         | Campeonato nacional | Campeonato nacional | Campeonato nacional | Copa nacional[a] | Copa nacional[a] | Copa nacional[a] | Competições continentais[b] | Competições continentais[b] | Competições continentais[b] | Outros torneios[c] | Outros torneios[c] | Outros torneios[c] | Total | Total | Total   |
| Clube             | Temporada         | Jogos               | Gols                | Assist.             | Jogos            | Gols             | Assist.          | Jogos                       | Gols                        | Assist.                     | Jogos              | Gols               | Assist.            | Jogos | Gols  | Assist. |
| ----------------- | ----------------- | ------------------- | ------------------- | ------------------- | ---------------- | ---------------- | ---------------- | --------------------------- | --------------------------- | --------------------------- | ------------------ | ------------------ | ------------------ | ----- | ----- | ------- |
| Internacional     | 2003              | 28                  | 10                  | 0                   | 3                | 0                | 0                | 0                           | 0                           | 0                           | 10                 | 2                  | 0                  | 41    | 12    | 0       |
| Internacional     | 2004              | 14                  | 6                   | 0                   | 5                | 2                | 0                | 0                           | 0                           | 0                           | 12                 | 5                  | 0                  | 31    | 13    | 0       |
| Internacional     | Total             | 42                  | 16                  | 0                   | 8                | 2                | 0                | 0                           | 0                           | 0                           | 22                 | 7                  | 0                  | 72    | 25    | 0       |
| Lyon              | 2004–05           | 32                  | 2                   | 0                   | 1                | 0                | 0                | 9                           | 4                           | 1                           | 0                  | 0                  | 0                  | 42    | 6     | 1       |
| Lyon              | Total             | 32                  | 2                   | 0                   | 1                | 0                | 0                | 9                           | 4                           | 1                           | 0                  | 0                  | 0                  | 42    | 6     | 1       |
| Corinthians       | 2005              | 21                  | 7                   | 0                   | 0                | 0                | 0                | 0                           | 0                           | 0                           | 0                  | 0                  | 0                  | 21    | 7     | 0       |
| Corinthians       | 2006              | 11                  | 2                   | 2                   | 0                | 0                | 0                | 8                           | 5                           | 0                           | 14                 | 18                 | 0                  | 33    | 25    | 2       |
| Corinthians       | 2007              | 0                   | 0                   | 0                   | 2                | 0                | 0                | 0                           | 0                           | 0                           | 3                  | 0                  | 1                  | 5     | 0     | 1       |
| Corinthians       | Total             | 32                  | 9                   | 2                   | 2                | 0                | 0                | 8                           | 5                           | 0                           | 17                 | 18                 | 1                  | 59    | 32    | 3       |
| Internacional     | 2007              | 2                   | 0                   | 1                   | 0                | 0                | 0                | 0                           | 0                           | 0                           | 0                  | 0                  | 0                  | 2     | 0     | 1       |
| Internacional     | 2008              | 27                  | 14                  | 6                   | 2                | 0                | 0                | 10                          | 5                           | 1                           | 5                  | 1                  | 0                  | 44    | 20    | 7       |
| Internacional     | 2009              | 7                   | 5                   | 1                   | 10               | 1                | 2                | 0                           | 0                           | 0                           | 15                 | 13                 | 9                  | 32    | 19    | 12      |
| Internacional     | Total             | 36                  | 19                  | 8                   | 12               | 1                | 2                | 10                          | 5                           | 1                           | 20                 | 14                 | 9                  | 78    | 39    | 20      |
| Villarreal        | 2009–10           | 33                  | 11                  | 7                   | 2                | 0                | 0                | 9                           | 1                           | 2                           | 0                  | 0                  | 0                  | 44    | 12    | 9       |
| Villarreal        | 2010–11           | 31                  | 11                  | 3                   | 1                | 0                | 0                | 12                          | 7                           | 2                           | 0                  | 0                  | 0                  | 44    | 18    | 5       |
| Villarreal        | 2011–12           | 21                  | 4                   | 1                   | 2                | 0                | 0                | 5                           | 0                           | 1                           | 0                  | 0                  | 0                  | 28    | 4     | 2       |
| Villarreal        | Total             | 85                  | 26                  | 11                  | 5                | 0                | 0                | 26                          | 8                           | 5                           | 0                  | 0                  | 0                  | 116   | 34    | 16      |
| Al-Rayyan         | 2012–13           | 20                  | 14                  | 0                   | 0                | 0                | 0                | 6                           | 3                           | 0                           | 0                  | 0                  | 0                  | 26    | 17    | 0       |
| Al-Rayyan         | 2013–14           | 15                  | 2                   | 0                   | 1                | 0                | 0                | 0                           | 0                           | 0                           | 0                  | 0                  | 0                  | 16    | 2     | 0       |
| Al-Rayyan         | Total             | 35                  | 16                  | 0                   | 1                | 0                | 0                | 6                           | 3                           | 0                           | 0                  | 0                  | 0                  | 42    | 19    | 0       |
| Al-Jaish          | 2013–14           | 3                   | 2                   | 0                   | 1                | 0                | 0                | 8                           | 6                           | 0                           | 0                  | 0                  | 0                  | 12    | 8     | 0       |
| Al-Jaish          | Total             | 3                   | 2                   | 0                   | 1                | 0                | 0                | 8                           | 6                           | 0                           | 0                  | 0                  | 0                  | 12    | 8     | 0       |
| Internacional     | 2014              | 8                   | 2                   | 0                   | 0                | 0                | 0                | 0                           | 0                           | 0                           | 0                  | 0                  | 0                  | 8     | 2     | 0       |
| Internacional     | 2015              | 7                   | 3                   | 0                   | 0                | 0                | 0                | 8                           | 3                           | 2                           | 10                 | 1                  | 1                  | 25    | 7     | 3       |
| Internacional     | Total             | 15                  | 5                   | 0                   | 0                | 0                | 0                | 8                           | 3                           | 2                           | 10                 | 1                  | 1                  | 33    | 9     | 3       |
| Al-Nasr           | 2015–16           | 26                  | 11                  | 0                   | 5                | 2                | 0                | 6                           | 3                           | 0                           | 1                  | 0                  | 0                  | 38    | 16    | 0       |
| Al-Nasr           | Total             | 26                  | 11                  | 0                   | 5                | 2                | 0                | 6                           | 3                           | 0                           | 1                  | 0                  | 0                  | 38    | 16    | 0       |
| Santos            | 2017              | 2                   | 0                   | 0                   | 0                | 0                | 0                | 0                           | 0                           | 0                           | 0                  | 0                  | 0                  | 2     | 0     | 0       |
| Santos            | Total             | 2                   | 0                   | 0                   | 0                | 0                | 0                | 0                           | 0                           | 0                           | 0                  | 0                  | 0                  | 2     | 0     | 0       |
| Total da carreira | Total da carreira | 308                 | 106                 | 21                  | 35               | 5                | 2                | 81                          | 37                          | 9                           | 70                 | 40                 | 11                 | 494   | 188   | 43      |

- a. ^ Jogos da Copa do Brasil
- b. ^ Jogos da Copa Libertadores, Copa Sul-Americana, Recopa Sul-Americana e UEFA Champions League
- c. ^ Jogos do Campeonato Paulista de Futebol, Campeonato Gaúcho de Futebol e Copa do Mundo de Clubes da FIFA

## Títulos
Internacional
- Campeonato Gaúcho: 2003, 2004, 2008, 2009 e 2015
- Copa Sul-Americana: 2008

Lyon
- Ligue 1: 2004–05
- Supercopa da França: 2005

Corinthians
- Campeonato Brasileiro: 2005

Al-Rayyan
- Copa do Sheikh Jassem: 2012
- Copa do Príncipe do Catar: 2013

Seleção Brasileira Sub-20
- Campeonato Mundial Sub-20: 2003

Seleção Brasileira
- Copa das Confederações FIFA: 2009

### Prêmios Individuais
- Seleção do Campeonato Paulista: 2006
- Melhor Jogador da Copa Sul-Americana: 2008
- Melhor Centroavante da América: 2008
- Bola de Prata do Campeonato Brasileiro: 2008
- Seleção do Campeonato Gaúcho: 2009

### Indicações
- Prêmio Craque do Brasileirão: 2008
- Prêmio Ferenc Puskás: 2009
- Prêmio Samba de Ouro: 2011

### Artilharias
- Copa Libertadores da América: 2006 (5 gols)
- Campeonato Paulista: 2006 (18 gols)
- Copa Sul-Americana: 2008 (5 gols)